# 프랑카 포텐테
프랑카 포텐테(Franka Potente, 1974년 7월 22일 ~ )는 독일의 배우 및 가수이다.

## 출연 작품
- 《롤라 런》 - 롤라 역
- 《본 아이덴티티》 - 마리 크로이츠 역
- 《본 슈프리머시》 - 마리 크로이츠 역
- 《상하이》 - 레니 역
- 《라코니아》
- 《뮤즈》 - 수잔 역
- 《비트윈 월즈》
- 《프린세스 에미》
- 《25 km/h》